# Debantbach
Debantbach är ett vattendrag i Österrike.   Det ligger i förbundslandet Tyrolen, i den centrala delen av landet, 300 km sydväst om huvudstaden Wien.
Trakten runt Debantbach består i huvudsak av gräsmarker. Runt Debantbach är det ganska glesbefolkat, med 25 invånare per kvadratkilometer.